# Snellius (Mondkrater)
Snellius ist ein Einschlagkrater im Osten der Mondvorderseite, am südöstlichen Rand des Mare Fecunditatis, südwestlich des Kraters Petavius und nördlich von Stevinus.
Der Kraterrand ist stark erodiert, das Innere uneben.
Südlich von Snellius verläuft das Mondtal Vallis Snellius in nordwestlicher Richtung.
| Buchstabe | Position           | Durchmesser | Link |
| --------- | ------------------ | ----------- | ---- |
| A         | 27,44° S, 53,64° O | 35 km       |      |
| B         | 30,16° S, 53,19° O | 25 km       |      |
| C         | 29,03° S, 51,39° O | 9 km        |      |
| D         | 28,7° S, 51,44° O  | 8 km        |      |
| E         | 28,06° S, 51,48° O | 13 km       |      |
| X         | 27,4° S, 54,93° O  | 8 km        |      |
| Y         | 25,74° S, 52,18° O | 11 km       |      |

Der Krater wurde 1935 von der IAU nach dem niederländischen Astronomen und Mathematiker Willebrord van Roijen Snell offiziell benannt.